# برخاسته از اعماق
برخاسته از اعماق (به انگلیسی: Deep Rising) فیلمی محصول سال ۱۹۹۸ و به کارگردانی استیون سامرز است. در این فیلم بازیگرانی همچون تریت ویلیامز، فامکه یانسن، آنتونی هیلد، کوین جی اکونر، وس استودی، دریک اوکانر، جیسون فلمینگ، جایمن هانسو، کلیف کرتیس، کلیفتون پاول و ترور گودارد ایفای نقش کرده‌اند.